# Серебров, Александр Иванович
Александр Иванович Серебров — советский учёный, доктор медицинских наук, профессор, академик АМН.

## Биография
Родился в 1895 году.
Учился во 2-й гимназии в Самаре. В 1914 году с другими учащимися 2-й гимназии стал первым чемпионом Самары по футболу.
С 1919 года — на хозяйственной, общественной и политической работе. В 1919—1980 гг. — военный зауряд-врач в Красной Армии, участник Гражданской войны, работник гинекологической клиники при Государственном институте медицинских знаний, заведующий гинекологическим отделением, директор Ленинградского государственного онкологического института Наркомздрава РСФСР, председатель научно-методического совета по биологии и медицине Ленинградского отделения общества «Знание», главный редактор журнала «Вопросы онкологии».
Член КПСС с 1945 года.
Скончался 17 мая 1980 года. Похоронен в Комарово на местном кладбище.